# Armée de libération oromo
 (août 2023).
La mise en forme du texte ne suit pas les recommandations de Wikipédia : il faut le « wikifier ».
Les points d'amélioration suivants sont les cas les plus fréquents. Le détail des points à revoir est peut-être précisé sur la page de discussion.
- Les titres sont pré-formatés par le logiciel. Ils ne sont ni en capitales, ni en gras.
- Le texte ne doit pas être écrit en capitales (les noms de famille non plus), ni en gras, ni en italique, ni en « petit »…
- Le gras n'est utilisé que pour surligner le titre de l'article dans l'introduction, une seule fois.
- L'italique est rarement utilisé : mots en langue étrangère, titres d'œuvres, noms de bateaux, etc.
- Les citations ne sont pas en italique mais en corps de texte normal. Elles sont entourées par des guillemets français : « et ».
- Les listes à puces sont à éviter, des paragraphes rédigés étant largement préférés. Les tableaux sont à réserver à la présentation de données structurées (résultats, etc.).
- Les appels de note de bas de page (petits chiffres en exposant, introduits par l'outil «  Source ») sont à placer entre la fin de phrase et le point final[comme ça].
- Les liens internes (vers d'autres articles de Wikipédia) sont à choisir avec parcimonie. Créez des liens vers des articles approfondissant le sujet. Les termes génériques sans rapport avec le sujet sont à éviter, ainsi que les répétitions de liens vers un même terme.
- Les liens externes sont à placer uniquement dans une section « Liens externes », à la fin de l'article. Ces liens sont à choisir avec parcimonie suivant les règles définies. Si un lien sert de source à l'article, son insertion dans le texte est à faire par les notes de bas de page.
- La présentation des références doit suivre les conventions bibliographiques. Il est recommandé d'utiliser les modèles {{Ouvrage}}, {{Chapitre}}, {{Article}}, {{Lien web}} et/ou {{Bibliographie}}. Le mode d'édition visuel peut mettre en forme automatiquement les références.
- Insérer une infobox (cadre d'informations à droite) n'est pas obligatoire pour parachever la mise en page.

Pour une aide détaillée, merci de consulter Aide:Wikification.
Si vous pensez que ces points ont été résolus, vous pouvez retirer ce bandeau et améliorer la mise en forme d'un autre article.
L'Armée de libération oromo (en abrégé ALO ; en oromo Waraana Bilisummaa Oromoo, WBO) est un groupe armé d'opposition, actif dans la région d'Oromia, en Éthiopie. L'ALO se compose principalement d'anciens membres armés du Front de libération oromo qui avaient refusé de se désarmer par scepticisme à l'égard de l'accord de paix signé avec le gouvernement éthiopien en 2018, ainsi que d'anciens jeunes manifestants qui ont été déçus par la résistance non violente.
Depuis l'accord de paix de 2018, le gouvernement éthiopien considère le FLO comme un parti politique légal mais pas l'ALO (qui a refusé cet accord de paix). Le groupe est d'ailleurs considéré comme un terroriste par l'Ethiopie depuis 2021. Cependant, certains journalistes ou hommes politiques éthiopiens accusent l'ALO de n'être que la branche armée du FLO.
En 2021, le groupe adopte comme nom officiel « Front de libération oromo-Armée de libération oromo » (FLO-ALO). Cependant, le gouvernement éthiopien refuse d'appeler le groupe par son nom choisi et préfère l'appeler « OLF-Shene ».
L'ALO définit elle-même son principal objectif comme étant de « protéger le futur, la liberté, la démocratie et l'auto-détermination du peuple oromo et de ses voisins ».
Dans son manifeste politique, le groupe ne se définit jamais comme « séparatiste » ou « indépendantiste » mais comme défenseur du « droit à l'autodétermination du peuple oromo » et de l'« indépendance institutionnelle » des Oromos.

## Origines
L'Armée de libération d'Oromo, alors l'aile militaire du Front de libération d'Oromo (FLO), est formée en 1974 à la suite de la révolte de Balé (en). Cette révolte a eu lieu lieu dans les années 1960 dans une partie de l'actuelle Oromia en réaction à ce qui fut considéré par une grande partie des oromos comme une oppression systémique du gouvernement de Haïlé Sélassié à l'égard de leur peuple.
En août 2018, un accord de paix est signé entre le gouvernement éthiopien et le Front de Libération Oromo, déclarant un cessez-le-feu ainsi que le désarmement du groupe au profit de la poursuite des activités du FLO par des « moyens pacifiques ». Cependant, certaines factions de l'ALO, la branche armée du groupe, ont refusé de se désarmer par scepticisme quant à la réelle volonté du gouvernement de respecter l'accord. Elles ce sont donc dissociés du FLO et ont créé la forme actuelle de l'armée de libération oromo. Par la suite de nombreux membres du FLO qui avaient accepté de se désarmer ont fini par rejoindre l'ALO après avoir considéré que l'accord de paix n'était pas respecté par le gouvernement.

## Structure de commandement
Depuis la création du groupe en 2018, le commandant en chef de l'ALO est Jaal Marroo, Gemechu Aboye en est le chef adjoint, et Odaa Tarbii le porte-parole international.
Le reste de la structure de commandement de l'organisation est inconnue.

## Objectifs
En janvier 2023, l'ALO a publié un manifeste politique dans lequel elle exposait ses objectifs. Elle y déclare notamment lutter pour « le droit du peuple oromo à l'autodétermination », ainsi que pour libérer le « peuple oromo » de « l'exclusion politique, de l'exploitation économique et de la marginalisation socioculturelle ». Le groupe y exige également « le respect et la pleine reconnaissance de la langue, de la culture et de l'historie oromo. »
Le groupe est communément considéré comme étant issu du nationalisme oromo. C'est-à-dire qu'il à pour but d'améliorer le sort des oromos en Éthiopie. Aussi bien sur la scène politique que dans les domaines de la santé ou de l’éducation par exemple.

## Droits humains

### Politique du groupe
Dans un communiqué de presse du 10 décembre 2022, le haut commandement de l'ALO a déclaré que sa lutte ne se faisait contre aucune ethnie particulière et a appelé le peuple oromo à éviter les tentatives du gouvernement éthiopien de déclencher des affrontements avec « nos frères et sœurs de différentes communautés ». Ils ont en également appelé les oromos à protéger les membres des minorités ethniques de la région d'Oromia 

### Accusations de crimes
L'ALO a été accusée par le gouvernement éthiopien d'avoir commis des exécutions extrajudiciaires, accusations que L'ALO a toujours niées.
Le 2 novembre 2020, 54 personnes appartenant à l'ethnie Amhara - pour la plupart des femmes, des enfants et des personnes âgées  - ont été tuées dans le village de Gawa Qanqa, par des membres présumés de l'ALO après que les forces de sécurité aient quitté l'endroit.
L'ALO a nié toute responsabilité dans ce massacre et a déclaré :
« L'ALO tient à exprimer ses plus sincères condoléances à toutes les victimes de ces terribles atrocités. Nous tenons également à souligner que nous ne sommes pas responsables de ces actes. L'administration locale [du groupe] travaille aux côtés de la police d'Oromia et des anciens transfuges de l'ALO pour mener à bien ces opérations. »
 

En juin 2022, des habitants ont accusé l'ALO d'avoir tué plus de 200 personnes de l'ethnie Amhara. L'ALO nie ces allégations, affirmant  que ces meurtres ont été commis par les forces gouvernementales ainsi que par des milices affiliées à ces dernières.
L'attaque à laquelle vous faites référence a été commise par l'armée et la milice locale du régime alors qu'ils se retiraient de leur camp à Gimbi suite à notre récente offensive. Ils se sont enfuis dans une zone appelée "Tole", où ils ont attaqué la population locale et détruit leurs biens en représailles à leur soutien prétendu à l'ALO. Nos combattants n'avaient même pas atteint cette zone lorsque les attaques ont eu lieu.

 - Odaa Tarbii, le porte-parole international de l'ALO dans un message à AP News 
Dans son manifeste politique de janvier 2023, l'OLA a réitéré ses appels à des enquêtes indépendantes sur les atrocités ou les rapports d'atrocités commises à Oromia, déclarant : « Nous encourageons vivement la communauté internationale, par le biais des Nations Unies et/ou d'autres mécanismes, à découvrir la vérité. De notre côté, nous continuons d'appeler à des enquêtes indépendantes crédibles et mandatées au niveau international sur les atrocités ou les rapports d'atrocités commises à Oromia." 

## Insurrection contre le gouvernement éthiopien

### Offensive contre les forces gouvernementales
Fin octobre 2021, durant la guerre du Tigré, le groupe lance aux côtés du FLPT une offensive contre les forces gouvernementales. Durant cette dernière il combat aussi bien au côté des insurgés tigréens en région Amhara que seul en Oromia où il s'empare de larges portions de territoire, notamment dans les zones de Horo Guduru Welega, Mirab Welega et Mirab Shewa. Le 1er novembre, le chef du groupe,Jaal Marroo a déclaré que l'ALO a pris le contrôle de "plusieurs villes de l'ouest, du centre et du sud de l'Oromia, faisant face à peu de résistance de la part des forces gouvernementales qui se retiraient".
Le 31 octobre 2021, l'ALO s'est illustrée par la prise de Kemise, ville stratégique située en région Amhara le long de l'autoroute A2. Cette victoire permet aux forces tigréennes qui venaient de prendre Kombolcha d'avancer en direction d'Addis-Abeba, capitale fédérale éthiopienne.
Fin octobre 2022, malgré les revers militaires de son allié tigréen, l'ALO a lancé une offensive militaire à grande échelle dans l'ouest et l'est de la région de Welega. Le 6 novembre de la même année, le groupe entre dans Nekemte, la principale ville de la région, où ils se sont engagés dans des combats urbains avec l'armée éthiopienne. L'attaque se solde finalement par un échec et les troupes de l'ALO se retirent de la ville le jour même. En février 2022, d'après le parlementaire oromo, Hangasa Ibrahim, l'ALO contrôlerait 396 villes et villages en Oromia, cela correspondrait à environ 10% de la région. A la même période le groupe revendiquait contrôler un tiers de l'Oromia.

### Mise en échec par l'armée éthiopienne et retour à la guérilla
Après la signature le 2 novembre 2022 des accords de Pretoria entre le gouvernement éthiopien et les rebelles tigréens l'ALO perd un précieux allié et devient la préoccupation principale des autorités éthiopiennes. Durant toute la fin d'année 2022 l'armée éthiopienne, aidée notamment par les amharas de la milice Fano chasse le groupe des villes et des axes de communications qu'il occupait. Les combats sont particulièrement violents dans la zone de Horo Guduru, qui est le théâtre d'affrontements d'une rare brutalité et dans la ville de Mendi qui est frappée quatre fois par des drones de combat éthiopiens.
Le 22 avril 2023, Abiy Ahmed annonce son intention de négocier avec l'ALO. Finalement ces négociations commencent le 25 avril à Zanzibar en Tanzanie.

## Statut légal
Meta (Facebook) désigne l'ALO comme "individus et organisations dangereux" sur sa liste d'organisations ou d'individus ayant une "mission violente" ou étant engagés dans la violence.
Le 6 mai 2021, la Chambre des représentants du peuple éthiopienne a déclaré que l'ALO était une organisation terroriste.

## Analyse
Soretti Kadir, une activiste de la cause oromo, a affirmé en juillet 2021 que les actions de l'ALO "répondaient à la violence d'État systémique et durable" du gouvernement fédéral éthiopien à l'encontre de l'ethnie oromo.
De son côté, Nagesa Dube, ancien député de l'Oromia, se montre défavorable à la stratégie violente du groupe et soutient que « l'ALO cible apparemment les employés civils du gouvernement pour instiller la peur dans le public ».